# خاكي سفلي (مقاطعة دلفان)
خاكي سفلي (بالفارسية: خاکی سفلی) هي قرية تقع في قسم كاكاوند الغربي الريفي (مقاطعة دلفان) في إيران. يقدر عدد سكانها بـ 177 نسمة .